# Паспорт громадянина Боснії і Герцеговини
Паспорт громадянина Боснії і Герцеґовини — документ, що видається громадянам Боснії і Герцеґовини для здійснення поїздок за кордон.

## Біометричні паспорти
Однією з умов скасування віз країн-членів Шенгенської угоди у 2011 році для громадян Боснії і Герцеґовини стало введення біометричних паспортів. Агентство з ідентифікації документів, реєстрів та обміну даними в Боснії і Герцеґовині (IDDEEA) та Міністерство внутрішніх справ у Боснії і Герцеґовині тестували систему біометричних паспортів з 4 липня по 15 жовтня 2009 р. У процесі видачі біометричних паспортів беруть участь 162 установи, і тому це робить боснійський паспорт одним із найбезпечніших паспортів у світі. Спочатку було оголошено, що біометричні паспорти будуть перевірені до кінця 2009 року. 15 липня 2009 року міністр цивільних справ Боснії оголосив, що Боснія і Герцеговина розпочне видавати біометричні паспорти 15 жовтня 2009 року, коли більша кількість паспортів буде доставлена від німецького виробника Bundesdruckerei. З 15 грудня 2010 року власники боснійських закордонних паспортів не оформлюють візу до країн Шенгенської угоди. У червні 2014 р. IDDEEA оголосив, що Боснія і Герцеговина введе в жовтні 2014 р. Третє покоління біометричних паспортів (SAC).

## Дипломатичні паспорти
Власники дипломатичних паспортів Боснії і Герцеґовини мають безвізовий режим для деяких країн, для яких потрібна віза до прибуття на регулярний основі. Станом на 2016 р. власники дипломатичного паспорта можуть в'їхати до Китаю без візи.

## Візові вимоги для громадян Боснії і Герцеґовини
У 2017 році громадяни Боснії і Герцеґовини мали безвізовий режим або візу після прибуття до 101 країни та території, згідно з Індексом обмежень щодо візового режиму, паспорт Боснії і Герцеґовини на 43-му місці у світі.